# (1035) Amata
(1035) Amata ist ein Asteroid des Hauptgürtels, der am 29. September 1924 vom deutschen Astronomen Karl Wilhelm Reinmuth in Heidelberg entdeckt wurde.
Die Herkunft des Namens ist unbekannt.